# Gouverneur-generaal van Nederlands-Indië

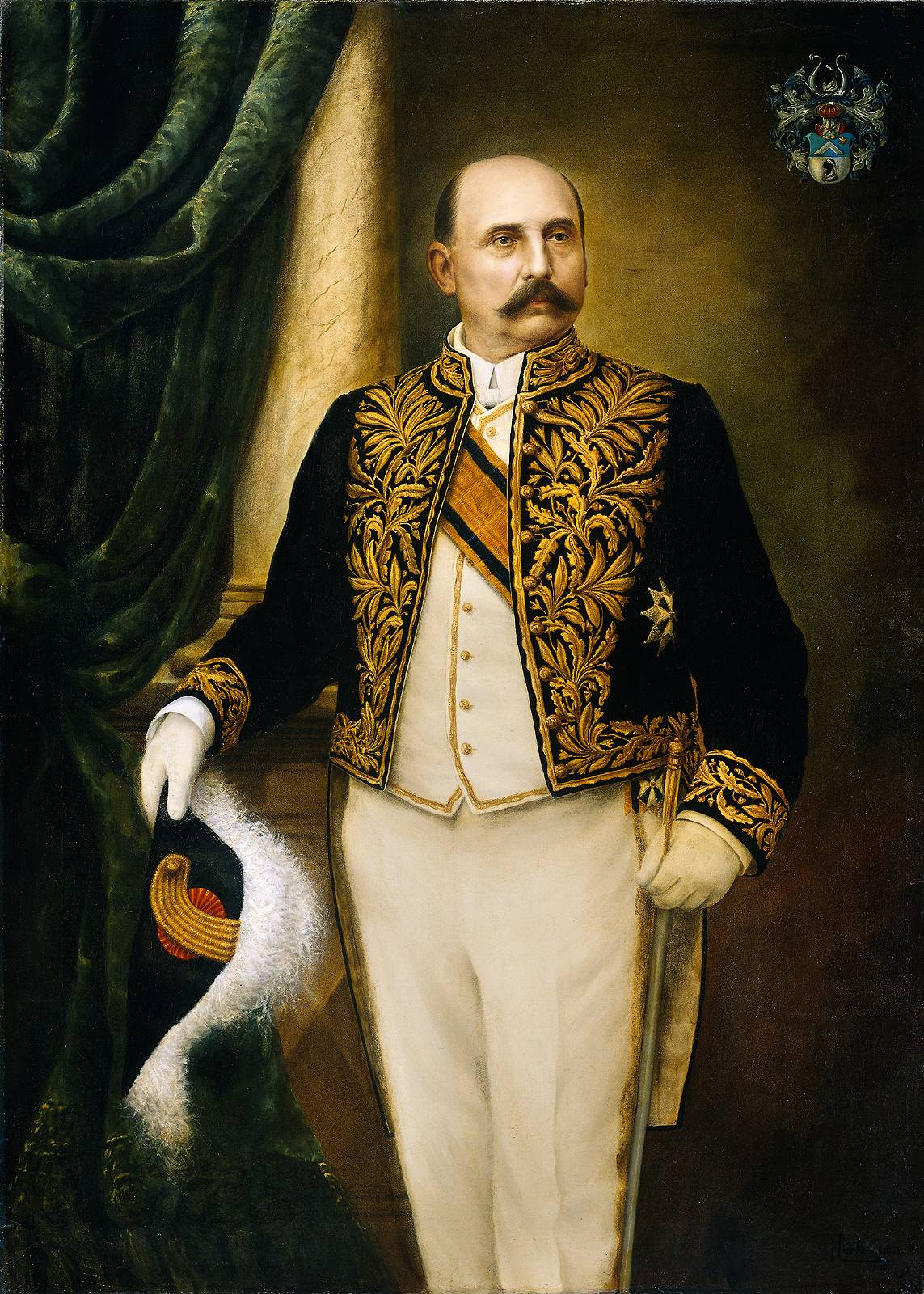
Gouverneur-Generaal Joannes Benedictus van Heutsz in ambtskostuum

De onderscheidingsvlag van de gouverneur-generaal bestond uit een Nederlandse vlag met rood-wit-blauwe brede wimpel

De gouverneur-generaal van Nederlands-Indië (ook wel landvoogd of "onderkoning" genoemd) was de hoogste bestuurder van de kolonie Nederlands-Indië binnen het Koninkrijk der Nederlanden van 1815 tot 1942.
Tot 1795 was de hoogste bestuurder de gouverneur-generaal van de VOC (hij was dus nog niet in dienst van de Nederlandse staat). In 1795 nationaliseerde de Bataafse Republiek de VOC; daarna werd de gouverneur-generaal door de regering benoemd en ontslagen. Dit artikel behandelt de gouverneurs-generaal van Nederlands-Indië vanaf de oprichting van het Koninkrijk der Nederlanden in 1815. Op 11 maart 1942 nam de Japanse generaal Hitoshi Imamura, bevelhebber van het Japanse 16de leger de bevoegdheden van de laatste Nederlandse gouverneur-generaal Alidius Tjarda van Starkenborgh Stachouwer over. Na de capitulatie van de Japanners kon de luitenant gouverneur-generaal Hubertus van Mook het gezag van de gouverneur-generaal van Nederlands-Indië niet meer herstellen.

## Organisatie
In naam van de Koning (in de praktijk de minister van Koloniën) voerde een gouverneur-generaal het algemene bestuur over Nederlands-Indië. Hij werd daarin bijgestaan door:
- De Raad van Nederlands-Indië
- De Algemene Secretarie
- De verschillende departementen van algemeen bestuur
  - Departement van Binnenlands Bestuur
  - Departement van Burgerlijke Openbare Werken
  - Departement van Economische Zaken
  - Departement van Justitie
  - Departement van Onderwijs en Eredienst
  - Departement van Verkeer en Waterstaat
- Departement van Marine
- Departement van Oorlog
- De ambtenaren van het binnenlands bestuur.

De Raad van Nederlands-Indië had adviserende en medebesturende bevoegdheden. De Algemene Secretarie ondersteunde de gouverneur-generaal op ambtelijk gebied. Het administratieve beheer was opgedragen aan enige departementen van algemeen bestuur. Voorbeelden hiervan zijn het departement van Justitie en het departement van Economische Zaken. Het binnenlands bestuur vormde het ambtenarenkorps dat zorgde voor de uitvoering van de bevelen van de gouverneur-generaal in geheel Nederlands-Indië.

## Het grondwettelijk kader
Nederlands-Indië was krachtens de Nederlandse Grondwet een "autonoom georganiseerde rechtsgemeenschap", waarbij het hoogste gezag was toegekend aan de Kroon en de Staten-Generaal, waarbij de Kroon het opperbestuur en beiden gezamenlijk de opperwetgeving voor Nederlands-Indië uitoefenden.
Het opperbestuur door de Nederlandse Kroon omvatte in hoofdzaak:
- De benoeming en ontslag van de gouverneur-generaal;
- het geven van aanwijzingen en het vragen van verantwoording aan de gouverneur-generaal;
- het voeren van het buitenlands beleid;
- het voeren van het oppergezag over de door de Staat aan Nederlands-Indië ter beschikking gestelde militaire macht;
- het goedkeuren van de door de gouverneur-generaal vastgestelde begroting;
- het aangaan en garanderen van geldleningen;
- het uitoefenen van het recht van de munt.

De opperwetgeving door de Nederlandse Staten-Generaal en de Nederlandse Kroon als mede-wetgevers betrof in hoofdzaak:
- de staatsinrichting;
- de grondslagen voor het financieel beheer;
- de buitenlandse handel en scheepvaart;
- uitvoering van internationale overeenkomsten;
- zaken betreffende nationaliteit en staatsburgerschap;
- defensie in staatsverband; er bestond een Nederlands-Indisch Leger en er was een kleine Gouvernementsmarine
- het regelen van conflicten ontstaan tussen de gouverneur-generaal en de Indische regeringsorganen.

Het algemeen bestuur over Nederlands-Indië werd krachtens de Grondwet opgedragen aan de gouverneur-generaal van Nederlands-Indië en werd door hem uitgeoefend in samenwerking met de raden van Indië, raadsheren die zitting hadden in de Raad van Indië, vanaf 1836 de Raad van Nederlandsch-Indië genoemd. Later werden de Volksraad van Nederlands-Indië en de overige Indische Staatsorganen ingesteld. Dit algemeen bestuur omvatte de uitvoerende, de wetgevende en de rechterlijke macht. Een rechtsstaat naar Europees model was Nederlands-Indië ondanks de onafhankelijke rechtspraak niet.
De Indische Staatsregeling kende aan de gouverneur-generaal een groot aantal bevoegdheden toe waarvan de belangrijkste zijn:
- het vaststellen van ordonnanties (verordeningen betreffende inwendige aangelegenheden, die niet aan de opperwetgever zijn voorbehouden) met medewerking van de Volksraad;
- het vaststellen van regeringsverordeningen (uitvoeringsvoorschriften op grond van staatswetgeving en ordonnanties);
- het uitvoeren van wettelijke bepalingen;
- het bijeenroepen en het verstrekken van inlichtingen aan de Volksraad;
- het vaststellen van begrotingen en de begrotingsgoedkeuring, met medewerking van de Volksraad en onder nadere goedkeuring van de opperwetgever;
- het benoemen en het ontslaan van ambtenaren, voor zoverre niet gedelegeerd aan lagere organen;
- het voeren van het opperbevel over de in Nederlands-Indië aanwezige land- en zeemacht.

De gouverneur-generaal werd bij het uitvoeren van deze taak terzijde gestaan door de Raad van Nederlands-Indië. Deze Raad, bestaande uit een vicepresident en vier tot zes leden, "Raad van Indië" genoemd, werd door de Kroon benoemd en gaf de gouverneur-generaal advies over "al die zaken, die hij, daartoe al dan niet door de wet verplicht, ter beoordeling voorlegde". Bij enkele bestuurshandelingen (externering of uitwijzing van personen, internering, dispensatie van regeringsverordeningen en administratief-rechterlijke beslissingen) schreef de wet voor, dat de landvoogd de adviezen van de Raad van Nederlands-Indië moest inwinnen. Overigens stond het de gouverneur-generaal geheel vrij de uitgebrachte adviezen naast zich neer te leggen. De Raad had het recht ook ongevraagd adviezen uit te brengen. Bij afwezigheid van de landvoogd nam de vicepresident van de Raad diens taken waar. Na de oorlog werd dit ambtelijk college niet meer hersteld.
Wanneer er geen gouverneur-generaal van Nederlands-Indië was, dat kwam geregeld voor omdat het door de lange reis per zeilschip om Kaap de Goede Hoop in de 19e eeuw maanden kon duren voordat een overleden gouverneur-generaal kon worden vervangen, trad de vicepresident soms maandenlang op als gouverneur-generaal ad interim.
Een gouverneur-generaal van Nederlands-Indië werd terzijde gestaan door de niet politiek geëngageerde maar ambtelijke Raad van Departementshoofden die bestond uit de hoofden van acht Departementen van Algemeen Bestuur, waarin alle belangen, die door de gouverneur-generaal verzorgd werden, waren georganiseerd. De twee militaire departementen stonden onder leiding van de door de Kroon benoemde legercommandant, een Nederlands generaal, en de commandant zeemacht, een Nederlandse admiraal. De zes burgerlijke departementshoofden, directeuren genoemd, werden benoemd en ontslagen door de gouverneur-generaal en ook zij waren aan hem ondergeschikt. De instelling van de departementen en de instructies voor de directeuren werden door de gouverneur-generaal persoonlijk vastgesteld.
De Raad van Departementshoofden kwam voor de oorlog slechts bijeen wanneer er adviezen aan de regering moesten worden uitgebracht, die alle departementen betroffen, zoals het algemene begrotings- en personeelsbeleid. Deze Raad heeft pas na de oorlog als een permanent college en medewetgevend orgaan een meer organieke taak verkregen in het oorlogs-noodstaatsrecht.

## Het einde van de gouverneurs-generaal
Het algemeen bestuur over Nederlands-Indië werd na 1942 uitgeoefend door H.J. van Mook, eerst als minister van Koloniën, later als luitenant-gouverneur-generaal van Nederlands-Indië. Hij werd aanvankelijk in zijn taak bijgestaan door de Raad van Bijstand voor Nederlandsch-Indische Zaken, waarin N.S. Blom, D. Crena de Iongh, Raden Loekman Djajadiningrat, J. Eggens en J.E. van Hoogstraten zetelden. Ook Raden Soejono is, zij het korte tijd, lid van de Raad geweest. De Raad zetelde in Londen, maar verloor zijn betekenis naarmate de leden meer en meer verspreid raakten over Australië en Amerika. Alleen Prof. Eggens bleef ten slotte in Londen achter.
In Australië was het beheer over de Indische aangelegenheden door luitenant gouverneur-generaal Van Mook vanaf april 1942 toevertrouwd aan de Nederlands-Indische Commissie voor Australië en Nieuw-Zeeland (NINDICOM) en vormde daar een soort romp-regering met als bevoegdheden alle taken behalve militaire en buitenlandse aangelegenheden. De werkelijke gouverneur-generaal, Alidius Tjarda van Starkenborgh Stachouwer was door de Japanners geïnterneerd. De Commissie stond onder leiding van Ch. O. van der Plas en bestond verder uit J.E. van Hoogstraten, raden Loekman Djajadiningrat en R.E. Smits. Zijn zetel was in Melbourne, waar het hoofdkwartier van de Geallieerde opperbevelhebber in Azië, de Amerikaanse generaal Douglas MacArthur zich toen bevond.
Omdat het samengaan van het Indisch bestuur met de Nederlandse regering in de persoon van Van Mook op den duur ongewenst was, werden in 1944 op zijn voorstel een tweetal koninklijke besluiten genomen die in Londen werden gepubliceerd in de staatsbladen nrs. D65 en D66 van dat jaar, bestemd om in werking te treden, zodra er weer van een feitelijk bestuur in Nederlands-Indië zou kunnen worden gesproken. Stb. D65 is op 14 september 1944 van kracht geworden, de datum waarop Van Mook tijdelijk werd belast met de functie van luitenant gouverneur-generaal. Alle bevoegdheden met betrekking tot het algemeen bestuur, gedurende de oorlog uitgeoefend door de minister van Koloniën, gingen over naar de luitenant gouverneur-generaal. Dit koninklijk besluit werd definitief na Van Mooks aftreden als minister van Koloniën op 23 februari 1945.
In juli 1944 was de Nederlandsch-Indische Commissie voor Australië en Nieuw-Zeeland door minister Van Mook opgeheven. Vooruitlopend op de inwerkingtreding van de eerdergenoemde wetsbesluiten kwam hij kort daarop tot de vorming van de volgende departementen: Justitie, Binnenlands Bestuur, Economische Zaken, Verkeer en Waterstaat, Onderwijs en Eredienst, Financiën en Oorlog. De zetel van de regering werd overgebracht naar Camp Columbia nabij Brisbane, waarheen ook het hoofdkwartier van generaal MacArthur was verplaatst.
Ook na de terugkeer van de Indische regering naar Batavia bleef de constructie behouden zoals die was vastgelegd bij het Staatsblad D65 van 1944. Tot de heroprichting van de Raad voor Nederlands-Indië en van de Volksraad is het niet meer gekomen. De Raad van Departementshoofden trad in de plaats van deze colleges in die gevallen, waar de Indische Staatsregeling bij de besluitvorming hun raadpleging vorderde.
Hoewel aan de grondwettelijke status van de Nederlands-Indische regering na 1945 aanvankelijk niets is veranderd, werd aan de inwoners van het bezette koloniale rijk al op 7 december 1942 in een in Londen uitgesproken rede van de koningin een nieuwe rechtsorde in het vooruitzicht gesteld. Nederlands-Indië zou een zelfbesturende dominion mogen worden binnen een staatsverband met Nederland. Het Britse Gemenebest en de relatie tussen het Verenigd Koninkrijk en dominions zoals Canada en Australië waren het gekozen voorbeeld. De rede werd in Nederlands-Indië waar de radio's door de Japanners waren verzegeld en niet in brede kring bekend. Het beginsel van een gemenebest werd in de in 1946 uitgesproken regeringsverklaring van het kabinet-Schermerhorn-Drees nader toegelicht. In de Tweede Kamer was voldoende steun voor de dekolonisatie van Nederlands-Indië maar dat moest op Nederlandse voorwaarden en op federale grondslag gebeuren. Zo ontstond in 1946 een in Nederland breed gedragen beleid waarbij Nederlands-Indië zou worden hervormd tot een soevereine staat op federatieve grondslag, die in een unie met Nederland en het hoofd van het Huis van Oranje-Nassau verenigd zou zijn. Of er dan een gouverneur-generaal zou zijn werd niet vastgelegd. De naoorlogse jaren stonden dan ook in het teken van intensief politiek overleg met representatieve figuren uit de Indonesische samenleving. Gesprekspartners uit de republikeinse en de door Nederlandse troepen bezette gebieden leidden tot ingrijpende staatkundige hervormingen. Er werden nieuwe staten, negara's, gevormd en autonome gebieden, daerah's, buiten het gebied van de Republik Indonesia, gegrond op het zelfbeschikkingsrecht en gevoed door politieke overwegingen van de voormalige Nederlandse kolonisator.
De besturen van de staten en autonome ressorten eisten meer invloed op het beleid van de centrale regering. Zij vreesden overheersing door het machtige en rijke Java. Als eerste stap tot een federaal bestuur werd op 9 maart 1948 een Voorlopige Federale Regering ingesteld, die de rol moest vervullen van interim-regering tot het moment waarop de Verenigde Staten van Indonesië door alle deelstaten, inclusief de op Java uitgeroepen republiek, zou zijn gevormd. Deze interim-regering bestond uit de luitenant gouverneur-generaal, elf staatssecretarissen-hoofden van Departementen van Algemeen Bestuur, twee staatssecretarissen met een bijzondere taak (Binnenlandse Veiligheid en Zelfbestuurszaken), de Legercommandant en de commandant Zeemacht. Een derde nog te vormen staatssecretariaat, dat van Buitenlandse Zaken, werd waargenomen door de staatssecretaris voor Opvoeding, Kunsten en Wetenschappen.
In afwachting van een politieke overeenkomst met de door Soekarno geleide republiek, waardoor deelname van die zijde aan de interim-regering mogelijk zou worden, werden aanvankelijk acht plaatsen in de interim-regering vervuld door Nederlandse functionarissen. Zeven plaatsen werden vervuld door Indonesiërs, die bij de federale staatsopbouw een belangrijke rol hadden vervuld. Aan de ene kant trad de Voorlopige Federale Regering in de plaats van de Raad van Departementshoofden en werd als zodanig ordonnantiewetgever. Formeel kon de Voorlopige Federale Regering, in afwachting van de grondwetsherziening, over geen grotere bevoegdheden beschikken dan de Raad van Departementshoofden (wat nog steeds hun officiële benaming was), op grond van de Londense Koninklijke Besluiten bezeten had. Er werd alleen collegialiteit in de praktijk van het bestuur gebracht.
Het ontwerp voor een definitieve regeling werd al spoedig in de Voorlopige Federale Regering behandeld en ter goedkeuring naar de Nederlandse regering in Den Haag gezonden. De vorming van een centrale volksvertegenwoordiging, waarbij alle bevolkingsgroepen in de federatie zouden worden betrokken, zou het sluitstuk zijn van de democratische staatsopbouw.
Vervolgens vond in Bandung in mei 1948 de opening van de Federale Conferentie plaats, die tot taak had de toekomstige staatsstructuur van de Verenigde Staten van Indonesië te ontwerpen. Kort daarop kwam in dezelfde plaats de Bijeenkomst voor Federaal Overleg bijeen, een vergadering van de staatshoofden en regeringsleiders van de federale gebieden. Hun bedoeling was een bijdrage te leveren voor het vinden van een regeringsvorm voor de overgangsperiode vóór de soevereine Verenigde Staten van Indonesië zouden zijn tot stand gekomen. Dit overleg resulteerde in de zogenaamde Bandungse Resolutie.
Op basis van de in Bandung bereikte overeenstemming werd in augustus en september 1948 door de Bijeenkomst voor Federaal Overleg in Den Haag besprekingen gevoerd met de Nederlandse regering. Dit "Haags overleg" leidde tot het "Besluit Bewindvoering in Indonesië in Overgangstijd". Mogelijkheden om deze nieuwe rechtsorde in te voeren waren in september al voorbereid door een nieuw hoofdstuk aan de Nederlandse grondwet toe te voegen.

## Hoge vertegenwoordiger
Op 4 oktober 1948 heeft luitenant-gouverneur-generaal Van Mook zijn ontslag ingediend. Hij werd opgevolgd door Louis Beel die de historisch niet belaste titel van een "Hoge Vertegenwoordiger van de Kroon" droeg. Deze titel liep vooruit op de ontwikkeling naar een Nederlands-Indonesische Unie. Van een machtige gouverneur-generaal kon geen sprake meer zijn.
Tot een uitvoering van het "Besluit Bewindvoering in Indonesië in Overgangstijd" is het nooit gekomen, omdat geen overeenstemming met de republiek gevonden kon worden over de inpassing van de gebieden buiten Java in het federale bestel. Dit conflict zou de directe aanleiding vormen voor de Tweede Politionele Actie, die in december 1948 werd ingezet. Na tussenkomst van de Veiligheidsraad werden in maart 1949 onder auspiciën van de United Nations Commission for Indonesia (UNCI) in Batavia besprekingen gehouden tussen Nederland en de republiek, die op 7 mei tot het Van Roijen-Roem Akkoord leidden en gevolgd werd door een gemeenschappelijk memorandum over het tijdstip en de voorwaarden van een te houden rondetafelconferentie. Hoge Vertegenwoordiger Beel, die zich niet met dit beleid kon verenigen, diende op 9 mei 1949 zijn ontslag in en werd opgevolgd door A.H.J. Lovink.
Na de terugkeer van de republikeinse regering in Djokjakarta en het staken van de vijandigheden kon de Ronde Tafel Conferentie op 23 augustus 1949 worden geopend. Begin augustus werd in Djokjakarta en in Batavia nog de Inter-Indonesische Conferentie tussen republikeinen en federalisten gehouden ter bespreking van de interne staatkundige structuur en de te volgen procedures bij de Rondetafelconferentie. De Rondetafelconferentie, die op 2 november 1949 beëindigd werd, resulteerde in het charter van soevereiniteitsoverdracht en het Uniestatuut, waarin de Nederlands-Indonesische Unie geregeld werd. De Nederlandse koningin Juliana werd het hoofd van deze Unie. In een aantal bijbehorende overeenkomsten werd de overdracht van de diverse landsbelangen geregeld. De formele overdracht van de soevereiniteit vond op 27 december 1949 in het Paleis op de Dam in Amsterdam plaats.